# 名古屋市立桜田中学校
名古屋市立桜田中学校（なごやしりつ さくらだちゅうがっこう）は、愛知県名古屋市南区中江一丁目にある公立中学校。

## 沿革
- 1951年（昭和26年）11月13日 - 名古屋市立新郊中学校分校として同校第1学年の生徒を収容し、設置される[1]。
- 1952年（昭和27年）7月1日 - 名古屋市立桜田中学校として独立[1]。

## 学校行事
- 入学式（4月）
- 始業式（4月）
- 稲武野外教育（４月）
- 体育大会（9月）
- 修学旅行（６月）
- 合唱コンクール（10月）
- 3年生を送る会（2月）
- 卒業式（3月）

## 部活動
2017年（平成29年）度の活動として、以下の部活動が活動している。

### 体育運動部
- バスケットボール部[2]
- 女子ソフトテニス部[2]
- ハンドボール部[2]
- 陸上部[2]
- 野球部[2]
- ラグビー部[2]
- 剣道部[2]
- 女子バレーボール部[2]

### 文化部
- 美術部[2]
- 園芸部[2]
- 太鼓踊り部[2]

## 著名な出身者
- 太田忠司（推理作家）
- 田村直美（シンガーソングライター）
- 中尾輝（プロ野球選手）

## 学区
- 名古屋市立桜小学校学区[3]
- 名古屋市立菊住小学校学区[3]
- 名古屋市立春日野小学校学区[3]